# Бриландо, Фрэнк
Фрэнк Питер Бриландо (англ. Frank Peter Brilando; 29 июня 1925, Чикаго, Иллинойс — 5 мая 2019, Найлс, Иллинойс) — американский трековый и шоссейный велогонщик, выступавший за сборную США по велоспорту в конце 1940-х — начале 1950-х годов. Участник двух летних Олимпийских игр и нескольких других крупных соревнований своего времени. Также известен как инженер Schwinn Bicycle Company, создатель популярного в США подросткового велосипеда Sting-Ray.

## Биография
Фрэнк Бриландо родился 29 июня 1925 года в городе Чикаго штата Иллинойс, США.
Участвовал во Второй мировой войне, в 1943—1946 годах служил в Корпусе военных инженеров армии США.
Уволившись из армии, учился в Иллинойсском технологическом институте и одновременно с этим занимался велоспортом, участвовал в соревнованиях национального уровня. Благодаря череде удачных выступлений удостоился права защищать честь страны на летних Олимпийских играх 1948 года в Лондоне — стартовал здесь в индивидуальной и командной гонках на шоссе, но в обоих случаях сошёл с дистанции, не показав никакого результата.
В 1949 году выиграл «Тур Сомервилла», крупнейшую однодневную велогонку того времени в США.
В 1951 году отметился выступлением на Панамериканских играх в Буэнос-Айресе, стартовал здесь на треке и на шоссе, однако попасть в число призёров ни в одной из дисциплин не смог. Также участвовал в матчевой встрече со сборной Японии.
Находясь в числе лидеров американской национальной сборной, благополучно прошёл отбор на Олимпийские игры 1952 года в Хельсинки. На сей раз участвовал исключительно в трековых дисциплинах, в гите на 1000 метров занял итоговое 23 место, тогда как в гонках на тандемах вместе с соотечественником Ричардом Кортрайтом расположился в итоговом протоколе соревнований на последней 14-й строке.
Завершив карьеру велогонщика, затем ещё в течение некоторого времени оставался в велоспорте в качестве тренера, в частности занимался подготовкой национальной сборной США к Панамериканским играм 1959 года в Чикаго. Несколько лет вёл работу в Олимпийском комитете США.
Бриландо получил большую известность как конструктор велосипедов. Окончив в 1951 году Иллинойсский технологический институт, где получил степень бакалавра наук в области инженерной механики, он в качестве стажёра был принял в старейшую американскую велосипедную компанию Schwinn. Проектировал здесь велосипеды в течение 42 лет, в том числе с 1986 года занимал должность старшего вице-президента инженерного отдела. Имеет непосредственное отношение к созданию подростковых городских велосипедов Schwinn Sting-Ray — это были первые в США велосипеды с переключением передач, запущенные в массовое производство. Причастен к разработке велосипедов марок Schwinn Varsity и Schwinn Continental, которые проектировал совместно с инженером Элом Фрицем, а также велотренажёров Schwinn Airdyne. Сотрудничал с Комиссией по безопасности потребительских товаров США, где при его содействии были приняты государственные стандарты безопасности велосипедов. С 1994 года — на пенсии.
Был женат, имел сына и дочь.
Умер 5 мая 2019 года в поселении Найлс в Иллинойсе в возрасте 93 лет.